# Sant Salvador d'Horta de Sant Joan
Sant Salvador d'Horta de Sant Joan és una capella en una cova d'Horta de Sant Joan (Terra Alta) inclosa a l'Inventari del Patrimoni Arquitectònic de Catalunya.

## Descripció
Petita cova, propera al camí que duu del convent de Sant Salvador al cim del puig, on es troba una imatge del sant protegida per una reixa de ferro.

## Història
Sota la capella hi ha una font que raja de tres en tres gotes i que segons la tradició féu brollar el sant donant tres cops amb el seu bordó.